# Il gattino brigante
Il gattino brigante (The Robber Kitten) è un film del 1935 diretto da David Hand. È un cortometraggio d'animazione della serie Sinfonie allegre, distribuito negli Stati Uniti dalla United Artists il 20 aprile 1935. È basato su un racconto per bambini scritto da Robert Michael Ballantyne con lo pseudonimo Comus. Partecipò in concorso alla 3ª Mostra internazionale d'arte cinematografica di Venezia. È stato distribuito in DVD col titolo Il piccolo brigante.

## Trama

Ambrose incontra Zozzo Bill

Il gattino Ambrose fantastica di essere un bandito di nome Morgan che assalta una diligenza, ma viene interrotto da sua madre che lo chiama a fare il bagno. Contrariato, decide di fuggire e diventare un ladro, rubando un sacchetto di biscotti dalla credenza di casa sua.
Arrivato in un bosco lì vicino, si imbatte in un ladro vero e proprio, il bulldog Zozzo Bill. Ambrose fa amicizia con Bill, e quest'ultimo gli chiede della sua ultima rapina. Ambrose gli risponde di aver assaltato una diligenza proprio quella mattina e gli mostra il sacchetto di biscotti fingendo sia la refurtiva, al che Bill diventa improvvisamente ostile e gli ordina di consegnargli il sacchetto. Spaventato dalle minacce di Bill, Ambrose abbandona il sacchetto, corre a casa e salta nella tinozza del bagno, agendo come se niente fosse.

## Produzione
La bozza della trama del corto iniziò a circolare nello studio nel settembre 1934. Una prima sceneggiatura del film indica che il nome originario del protagonista era Ferdinand. L'animazione iniziò ai primi di ottobre e fu completata entro il 19 febbraio 1935; come per molte Sinfonie allegre dirette da Hand, il film ebbe pochi animatori. La fotografia in Techincolor ebbe luogo nel marzo 1935.

## Distribuzione

### Edizione italiana
Il film fu distribuito in Italia nel 1936 in lingua originale; tuttavia nell'agosto 1935 la Disney fece alcune modifiche in post-produzione appositamente per la versione italiana (probabilmente per tradurre il manifesto di Zozzo Bill). Il film fu doppiato dalla Royfilm per la distribuzione in DVD nel 2004. Non essendo stata registrata una colonna internazionale, la musica presente durante i dialoghi fu sostituita da una versione sintetizzata.

### Edizioni home video
Il cortometraggio fu distribuito in DVD-Video nel primo disco della raccolta Silly Symphonies, facente parte della collana Walt Disney Treasures e uscita in America del Nord il 4 dicembre 2001 e in Italia il 22 aprile 2004. In America del Nord fu incluso anche nel DVD The Wind in the Willows, uscito il 19 maggio 2009 come quinto volume della collana Walt Disney Animation Collection.

## Altri media
L'uscita del film fu pubblicizzata anche tramite una storia a fumetti scritta da Ted Osborne e disegnata da Al Taliaferro e pubblicata in 9 tavole domenicali dal 24 febbraio al 21 aprile 1935 col titolo The Adventures of Ambrose the Robber Kitten!; la versione italiana fu pubblicata nel 1935, con alcune alterazioni, col titolo Il gatto malandrino. Il 31 ottobre 1950 fu pubblicato nel secondo numero della testata Walt Disney's Christmas Parade un altro adattamento; in Italia fu pubblicato nel n. 27 di Topolino col titolo Brogio il brigante.